# Pere Fullana Puigserver
Pere Fullana Puigserver (Algaida, 29 de junio de 1958) es un historiador mallorquín y profesor en la Universidad de las Islas Baleares.
Licenciado en ciencias religiosas en la Universidad Pontificia de Comillas (1982). Se licenció en la Pontificia Universidad Gregoriana de Roma en 1984 en historia eclesiástica. En 1988 se licencia en historia general en Palma. Premio Ciudad de Palma de investigación en 1989. Ha sido director de la Gran Enciclopedia de Mallorca (1992-1999), del Archivo Capitular de Mallorca (Catedral de Mallorca) (2011-2018) y de la revista Lluc (2012-2018), además de colaborar en diversos medios de comunicación.
Su campo de investigación es la historia social y religiosa, centrada en los agentes y los repertorios asociativos; en la animación socioeducativa en museos y archivos; y en la divulgación histórica. Su obra se ha centrado mucho en la historia contemporánea de Mallorca, en especial en el análisis de los procesos de cambio vividos en los siglos XIX y XX. Es miembro del Grupo de Estudios de Historia de la Educación (GEDHE), Grupo de Conservación del Patrimonio Artístico Religioso (CPAR) y Grupo de estudio de la cultura, la sociedad y la política en el mundo contemporáneo, de la Universidad de las Islas Baleares; así como del Grupo Catolicismo y secularización en la España del siglo XX, liderado por Feliciano Montero de la Universidad de Alcalá de Henares.

## Obra

### Libros
- El catolicisme social a Mallorca : 1877-1902. Barcelona: Abadía de Montserrat, 1990 ISBN 84-7826-174-5
- Claustros de Mallorca. (con Jaume Prohens Tomàs y A. Crespo). Palma: Guillem Canals, 1991 ISBN 84-87570-07-0
- Bibliografia d'Algaida. (con Pere Mulet). Ajuntament d'Algaida, 1992.
- El Moviment Catòlic a Mallorca [1875-1912]. Barcelona: Abadía de Montserrat, 1994 ISBN 84-7826-493-0
- Història del futbol a Algaida. 25è aniversari del CE Algaida, 1971-1996. (con Joan Josep Páez Rosselló). Lluchmayor: Ayuntamiento de Algaida, 1996 ISBN 84-921508-2-3
- Mallorca durant el segle XIX (1808-1868). Palma: Documenta Balear, 1996 ISBN 84-89067-10-4
- Ciutat ha seixanta anys, 1850-1900. (con Bartomeu Ferrà). Palma: Miquel Font, 1996. ISBN 84-7967-056-8
- Els historiadors i l'esdevenir polític d'un segle a Mallorca : 1839-1939. (con Antoni Quintana i Torres e Isabel Peñarrubia i Marqués). Barcelona: Abadía de Montserrat, 1996 ISBN 84-7826-777-8
- Gabriel-Marià Ribas de Pina: evangelitzador i fundador : 1814-1873. (con Pere-Joan Llabrés i Martorell). Mallorca: Congregació Religioses Franciscanes, 1997 ISBN 84-922761-1-8
- El caso Maura. (con Miquel dels Sants Oliver i Tolrà). Palma: Lleonard Muntaner, 1998 ISBN 84-88946-54-6
- Antoni Maura i el maurisme a Mallorca : 1853-1925. Palma: Lleonard Muntaner, 1998 ISBN 84-88946-57-0
- Societat rural i religió : les Filles de la Misericòrdia, Terciàries de Sant Francesc, a Llorito (1866-2001). (con Andreu Ramis Puig-gròs). Palma: Lleonard Muntaner, 2003 ISBN 84-95360-89-6
- Història de la Congregació de les Filles de la Misericòrdia : 1856-1921. Vol. I. Palma: Lleonard Muntaner, 2003 ISBN 84-95360-74-8
- L'església de Mallorca i la contemporaneïtat. (con Josep Amengual i Batle). Palma: Documenta Balear, 2003 ISBN 84-95694-64-6
- Pere Capellà (1907-1954): la lluita incansable per la llibertat Algaida: Ajuntament d'Algaida, 2005 ISBN 84-934069-0-2
- Debats inconclosos : cultura i societat a la Mallorca del vuit-cents. Palma: Hora Nova, 2006 DL PM 66-2006
- La pureza, 200 años educando. Palma: Centro de Enseñanza Superior Alberta Giménez, 2010 ISBN 978-84-693-0359-7
- Història de la Congregació de les Filles de la Misericòrdia : 1921-1968. Vol. II. Palma: Lleonard Muntaner, 2011 ISBN 978-84-15076-21-6
- Historia de la Provincia Española de la Tercera Orden Regular de San Francisco. Franciscanos del Tercer Orden Regular, 2013 ISBN 978-84-616-3756-0
- Antoni Maria Alcover i la Seu de Mallorca (con Nicolau Dols). Palma: Publicacions Catedral de Mallorca, 2013 ISBN 978-84-616-2615-1
- Alberta Giménez: directora de la primera Escuela Normal de Maestras de Baleares (1872-1912). (con Joan Josep Matas Pastor). CESAG, 2015 ISBN 978-84-8468-578-4
- El bisbe arquitecte. Pere Joan Campins i Barceló. Publicacions Catedral de Mallorca, 2015 ISBN 978-84-606-9107-5
- Bernat Nadal i Crespí : Un bisbe d'inspiració lul·liana (con Valentí Valenciano i López). Palma: Illa Edicions, 2020 ISBN 978-84-122255-5-6

Además, es autor de artículos y reseñas en publicaciones especializadas, obras colectivas y ha prologado numerosos libros. También ha sido coordinador de obras colectivas, como la llevada a cabo con Mercè Gambús en las Jornadas de Estudios Históricos de la Catedral de Mallorca:
- Jaume II i la Catedral de Mallorca. Capítol Catedral de Mallorca, 2012 ISBN 978-84-615-8944-9
- El bisbe Nadal i la Catedral de Mallorca en el bicentenari de la Constitució de 1812. Capítol Catedral de Mallorca, 2013 ISBN 978-84-616-5587-8
- La memòria contemporània de la Catedral: Miralles, Rotger, Sagristà. Capítol Catedral de Mallorca, 2014 ISBN 978-84-617-2899-2
- Campins i Gaudí. La reforma de la Seu de Mallorca i la seva implementació en el monument (1903-1947). Capítol Catedral de Mallorca, 2015 ISBN 978-84-608-3849-4
- Ramon Llull i la Seu de Mallorca. Capítol Catedral de Mallorca, 2016 ISBN 978-84-617-6129-6
- La música a la Seu: Història, art i devoció. Capítol Catedral de Mallorca, 2017 ISBN 978-84-697-7589-9